# Metallatie
Een metallatie is een chemische reactie die resulteert in de koppeling van een metaalatoom aan een (meestal organische) molecule. De Grignardreactie verloopt via zo'n binding, maar resulteert meestal niet in een uiteindelijke organometaalverbinding. Hierbij is de metallatie een intermediaire stap.